# Paterna (kommun)
Paterna är en kommun i Spanien.   Den ligger i provinsen Província de València och regionen Valencia, i den östra delen av landet, 290 km öster om huvudstaden Madrid. Antalet invånare är 67 356.